# Becke (Hemer)
Becke ist ein Stadtteil von Hemer in Nordrhein-Westfalen. Die Stadt Hemer liegt im Norden des Sauerlandes und gehört zum Märkischen Kreis. Bis Ende 1974 war Becke eine Gemeinde des Amtes Hemer im damaligen Kreis Iserlohn. Becke liegt im Norden Hemers, an der B 7 in Richtung Menden.
Die Bezeichnung Becke oder Beck ist die altertümliche Bezeichnung für Bach.

## Geschichte
Die Entstehung der Bauerschaft und damit der Gemeinde Becke ist nicht gänzlich erforscht. Die Gemeinde Becke wurde als eine der „sieben Bauerschaften des Gerichts Hemer“ schon im Jahre 1705 erwähnt. Ihr Ursprung liegt – dies wird durch den Fund eines Bronzearmringes im Steinbruch in der Schledde erhärtet – wahrscheinlich in einem weitaus früheren Zeitraum. Einen Ort Becke gab es nicht. Die Ortsteile Urbecke, Tannenkopf, Höcklingsen, Oese, Edelburg, Brelen und Mesterscheid bildeten die Gemeinde, die ihren Namen wohl von dem sie durchfließenden Bach hat. Die genannten Ortschaften, die als Siedlungskern teilweise auch heute noch zu erkennen sind, können auf ein hohes Alter zurückblicken, und einzelne Örtlichkeiten der Gemeinde werden schon früher benannt.
So liegen im Oesetal die Fundamentreste eines mittelalterlichen Burgturmes. Diese Reste gehören zu einem Burgtyp, der etwa in der Zeit von 1000 bis 1200 nach Christus in West- und Mitteleuropa weit verbreitet war.
Im Jahre 1072 wird die Burg Brelen als Bredenole bereits benannt. Die Ruine des Burgturmes dürfte eines der ältesten Bauwerke im nördlichen Raum des Märkischen Kreises sein.
Zusammen mit Bredenole wird Hademare, das heutige Hemer, unter den Besitzungen erwähnt, die Erzbischof Anno von Köln zur Ausstattung des Klosters Grafschaft verwandte. Ein Gut Höcklingsen wird im Jahre 1377 als limburgsches Lehen benannt. Der heutige Hückingsche Hof besteht wahrscheinlich aus den Resten dieses Guts. Die Edelburg, früher Erlenburg, wird erstmals 1400 genannt, als sie durch Verpfändung ihren Besitzer wechselte. Im Jahr 1486 werden im Schatzbuch der Grafschaft Mark zwei Höfe in Mesterscheid, wohl Brüdern gehörend, genannt; beides vermutlich Freigüter. Die Besitzung des Dirick Roethoevet upp de Osse ist identisch mit Rothhöfts Hof, dessen Namensträger erstmals 1559 durch eine Vertragsunterschrift überliefert sind. Der Kuhlmann Hof, später Gaststätte Heyng und danach teilweise langjähriges Büro- und Wohngebäude der Firma Niemeyer, wird 1705 erwähnt.
Von der Urbecke her, die gegen Ende des 16. Jahrhunderts erstmals genannt wird, hat die Becke-Bauerschaft, die seit Beginn des 18. Jahrhunderts zu einem Begriff geworden ist, ihren Namen.
Die Becke gehörte seit Beginn urkundlicher Aufzeichnungen zur Hemer Mark, zum Gericht und zum Kirchspiel Hemer. Auch diese nachbarliche Verbundenheit – bis zur heutigen Integration – ist recht alt.
1932 konnte eine katholische Kapelle eingerichtet werden. Zum Gedenken an die 22 Gefallenen des Ersten Weltkrieges wurde im Jahre 1933 das Ehrenmal errichtet.
Mit Inkrafttreten des Sauerland/Paderborn-Gesetzes am 1. Januar 1975 verlor zwar die Gemeinde Becke ihre langjährige Selbständigkeit, gravierende Nachteile sind der Bevölkerung, deren Zugehörigkeitsgefühl zur Stadt Hemer nicht nur in der ökonomischen Struktur der Örtlichkeit begründet liegt, durch die Neuordnung jedoch nicht erwachsen. Die Gewerbebetriebe und die Wohnbebauung haben sich in den letzten Jahren verdichtet, die Landwirtschaft im Ortsteil Becke musste ihren angestammten Platz aufgeben.
Maßgeblich bestimmt ist die Entwicklung des Ortsteiles aber sowohl in ihrem äußeren Bild als auch in der zahlenmäßigen Stärke und der Zusammensetzung der Bevölkerung durch die industriellen Werke.

## Politik

### Wappen
Die Wellenlinie soll die Oese darstellen, welche den Ort durchquert. Die drei Wolfsangeln als Symbol der Herren von Brabeck sind in allen Wappen des Amtes Hemer präsent. Die grüne Buche im oberen Teil des Wappens verweist dabei auf das früher im Gemeindegebiet ansässige Adelsgeschlecht Böckenförde genannt Schüngel. 
Das Wappen wurde am 6. Mai 1939 vom Oberpräsidenten der Provinz Westfalen verliehen. Es erlosch 1975 mit der Eingemeindung.

## Wirtschaft und Infrastruktur
Das Bild und das innere Gefüge der Bauerschaft wandelten sich mit dem Einzug der Industrie. Die Eisenverhüttung wird im ausgehenden Mittelalter auch auf den Höhen des unteren Oesetales eine lohnende Nebenbeschäftigung geboten haben. Reste alter Eisengewinnung, so genannte Rennöfen etwa aus dem 14. Jahrhundert stammend, sind in Mengen in den Wäldern des Jübergs zu finden. Auf dem Grund des Gutes Höcklingsen lässt sich bereits aus der zweiten Hälfte des 17. Jahrhunderts ein Eisenplatthammer nachweisen, den die Brabecks in eine Papiermühle im Jahre 1689 umbauten. Über die heute noch bekannte Zellulosefabrik wandelte der Betrieb sich in die Firma Jost, eine Metallaufbereitungsfabrik. Nach der Einstellung der Produktion der Firma Jost fanden mehrere Firmen in den verwaisten Fabrikgebäuden ihr Domizil. Auch der zwischenzeitlich zu einer Weltfirma aufgestiegene Betrieb der Firma Paul Keune hatte hier seinen Ursprung. Um einen Verkaufsmarkt realisieren zu können, wurden diese Betriebsgebäude abgerissen.

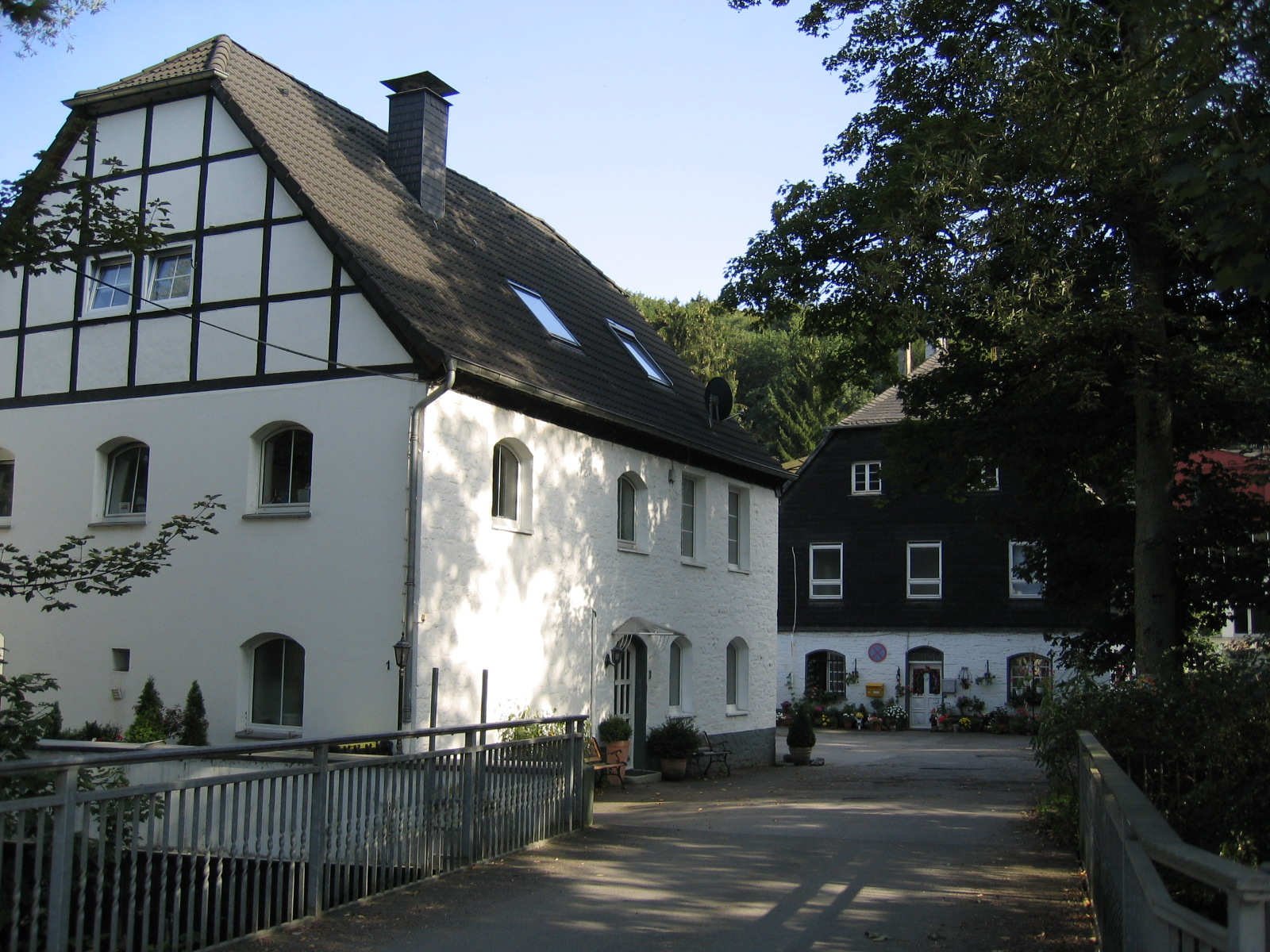
Piepenstockplatz

Auf der oberen Oese wurde 100 Jahre nach dem Hammer von der Messinggewerkschaft Iserlohn ein Messingplattenhammer mit Messingwalzwerk angelegt. Mehrfach wechselte der Betrieb seinen Besitzer, wurde zum Stahlwerk umgebaut und 1927 von der Firma Niemeyer erworben. Auch diese Firma hat vor einiger Zeit die Drahtzieherei in der Becke aufgegeben und die Produktion von landwirtschaftlichen Maschinen eingestellt. Im Jahre 1815 entstand das dritte größere Werk: Caspar Dietrich Piepenstock, der bekannte Industriepionier, legte auf der unteren Oese eine Fabrikation für Fingerhüte und Stricknadeln an, die zahlreiche Menschen beschäftigte. Auch dieses Werk wechselte den Besitzer, über C.W. Bals gelangte es schließlich in die Hand von Carl Vogt. Als eine der ältesten Firmen in Deutschland, die Schiffsschlösser und Schiffsbeschläge herstellte, hatte sie einen weltweit guten Ruf. Nach dem Rückzug der Brüder Winold und Theodor Vogt wurde der Betrieb ein Zweigwerk der Firma Wortmann & Co. aus Iserlohn. Um die Jahrhundertwende wurde versuchsweise kurze Zeit Schwefelkies abgebaut. Steinbruchunternehmen mit einem Hartkalksteinwerk wurden hier stets betrieben. Mit der Firma KEUCO, Grohe usw. haben sich bedeutende Firmen im Gemeindegebiet niedergelassen.
Seit 1882 bestand in der Oese eine Eisenbahnstation und im Jahre 1891 wurde eine Poststelle eingerichtet. Die heutige Grundschule konnte 1913 erbaut werden.